# RUN3
『RUN3』は、2008年11月22日に公開された日本映画。主演は渡辺大。他には山本博子、谷和憲、三上晴巳、菊池勇輝、高味光一郎、青田典子、風間トオルが出演。

## 登場人物
- 風間亮　　　演 – 渡辺大
- 佐伯小夜　　演 – 山本博子
- 本田浩二　　演 – 谷和憲
- 野沢刑事　　演 – 三上晴巳
- 東野刑事　　演 – 菊池勇輝
- 沢田　　　　演 – 高味光一郎
- 奥野京子　　演 – 青田典子
- 尾形剛　　　演 – 風間トオル

## スタッフ
- エグゼクティブプロデューサー / 製作 - 神品信市
- プロデューサー – 甲斐浩次　小笠原直樹　上野順司
- 監督 - 中村隆太郎
- 脚本 – 酒井雅秋
- 助監督 – 小川典　藤寛文
- 撮影 – 有住紀重
- 製作ディレクター – 西村克也　 奥村伸也
- 製作アシスタント – 山多裕生　劔持岳
- 音楽ディレクター - TOSHIMITSU
- 製作 - MIRAI PICTURES JAPAN
- 配給 - MIRAI